# Karagiye
Karagiye ou Karakia (kazakh : Қарақия ойпаты) est une dépression d'origine karstique située à l'est de la mer Caspienne. De par ses 132 mètres sous le niveau de la mer, elle constitue le point le plus bas du Kazakhstan, mais aussi de l'ex-URSS.